# Sarolta Selmeci
Sarolta Selmeci (* 14. Februar 1992 in Dunaújváros, Ungarn; † 13. September 2020, Ungarn) war eine ungarische Handballspielerin, die sowohl in Ungarn als auch in Deutschland in der höchsten Spielklasse auflief.

## Karriere
Selmeci begann das Handballspielen in ihrem Geburtsort in der Jugendabteilung des ungarischen Vereins Dunaferr NK, der sich später in Dunaújvárosi Kohász KA umbenannte. In der Saison 2011/12 lief die Rückraumspielerin für den ungarischen Erstligisten Veszprém Barabás KC auf, mit dem sie den fünften Platz in der Abschlusstabelle belegte. In der darauffolgenden Spielzeit schloss sich Selmeci dem Ligakonkurrenten Kiskunhalas NKSE an. Zusätzlich besaß sie ein Zweitspielrecht für den ungarischen Zweitligisten Kecskeméti NKSE.
Selmeci wechselte im Sommer 2013 zum ungarischen Zweitligisten Szeged KKSE. Mit Szeged stieg sie 2014 in die höchste ungarische Spielklasse auf. Nachdem Selmeci ein Jahr später mit Szeged abstiegen war, schloss sie sich dem deutschen Bundesligisten Borussia Dortmund an. Für Dortmund erzielte sie in der Saison 2015/16 27 Treffer in der Bundesliga. Weiterhin stand sie in derselben Saison im Finale des DHB-Pokals. Daraufhin wechselte Selmeci zum deutschen Zweitligisten HC Rödertal. 2017 stieg sie mit Rödertal in die Bundesliga auf. Für Rödertal warf sie in der Bundesligasaison 2017/18 77 Tore.
Selmeci lief in der Saison 2018/19 für den Zweitligisten Werder Bremen auf, für den sie 30 Treffer erzielte. Anschließend wechselte sie zum Ligakonkurrenten TG Nürtingen. Nachdem bei ihr im Januar 2020 Gebärmutterhalskrebs diagnostiziert worden war, musste sie pausieren. Nach einer Operation, Chemotherapie und Strahlentherapie wurden bei ihr Metastasen entdeckt, woraufhin sie nach Ungarn zu ihrer Familie zurückkehrte. Dort verstarb sie am 13. September 2020.